# Nystalea divisa
Nystalea divisa är en fjärilsart som beskrevs av Heinrich Benno Möschler 1883. Nystalea divisa ingår i släktet Nystalea och familjen tandspinnare. Inga underarter finns listade i Catalogue of Life.